# هوراشيو نيلسون لاي
هوراشيو نيلسون لاي هو عسكري كندي، ولد في 23 يناير 1903 في سكاغواي في الولايات المتحدة، وتوفي في 1988 في بيرث ‏ في كندا.